# Файр-Айленд (Нью-Йорк)
Файр-Айленд (англ. Fire Island) — переписна місцевість (CDP) в США, в окрузі Саффолк штату Нью-Йорк. Населення — 777 осіб (2020).

## Географія
Файр-Айленд розташований за координатами 40°38′18″ пн. ш. 73°12′11″ зх. д. / 40.63833° пн. ш. 73.20306° зх. д. (40.638314, -73.202923).  За даними Бюро перепису населення США в 2010 році переписна місцевість мала площу 99,12 км², з яких 23,89 км² — суходіл та 75,22 км² — водойми.

## Демографія
Згідно з переписом 2010 року, у переписній місцевості мешкали 292 особи в 131 домогосподарстві у складі 74 родин. Густота населення становила 3 особи/км².  Було 3395 помешкань (34/км²).
Расовий склад населення:
| - 91,1 % — білих - 4,1 % — чорних або афроамериканців - 0,3 % — азіатів - 3,1 % — осіб інших рас |

До двох чи більше рас належало 1,4 %. Частка іспаномовних становила 7,9 % від усіх жителів.
За віковим діапазоном населення розподілялося таким чином: 18,2 % — особи молодші 18 років, 69,8 % — особи у віці 18—64 років, 12,0 % — особи у віці 65 років та старші. Медіана віку мешканця становила 45,8 року. На 100 осіб жіночої статі у переписній місцевості припадало 121,2 чоловіків;  на 100 жінок у віці від 18 років та старших — 117,3 чоловіків також старших 18 років.
Середній дохід на одне домашнє господарство  становив 108 235 доларів США (медіана — 111 250), а середній дохід на одну сім'ю — 123 574 долари (медіана — 123 000). За межею бідності перебувало 4,6 % осіб, у тому числі 0,0 % дітей у віці до 18 років та 5,1 % осіб у віці 65 років та старших.
Цивільне працевлаштоване населення становило 135 осіб. Основні галузі зайнятості: освіта, охорона здоров'я та соціальна допомога — 28,1 %, науковці, спеціалісти, менеджери — 14,1 %, виробництво — 14,1 %.